# Euskadi (equip ciclista 2013-2014)

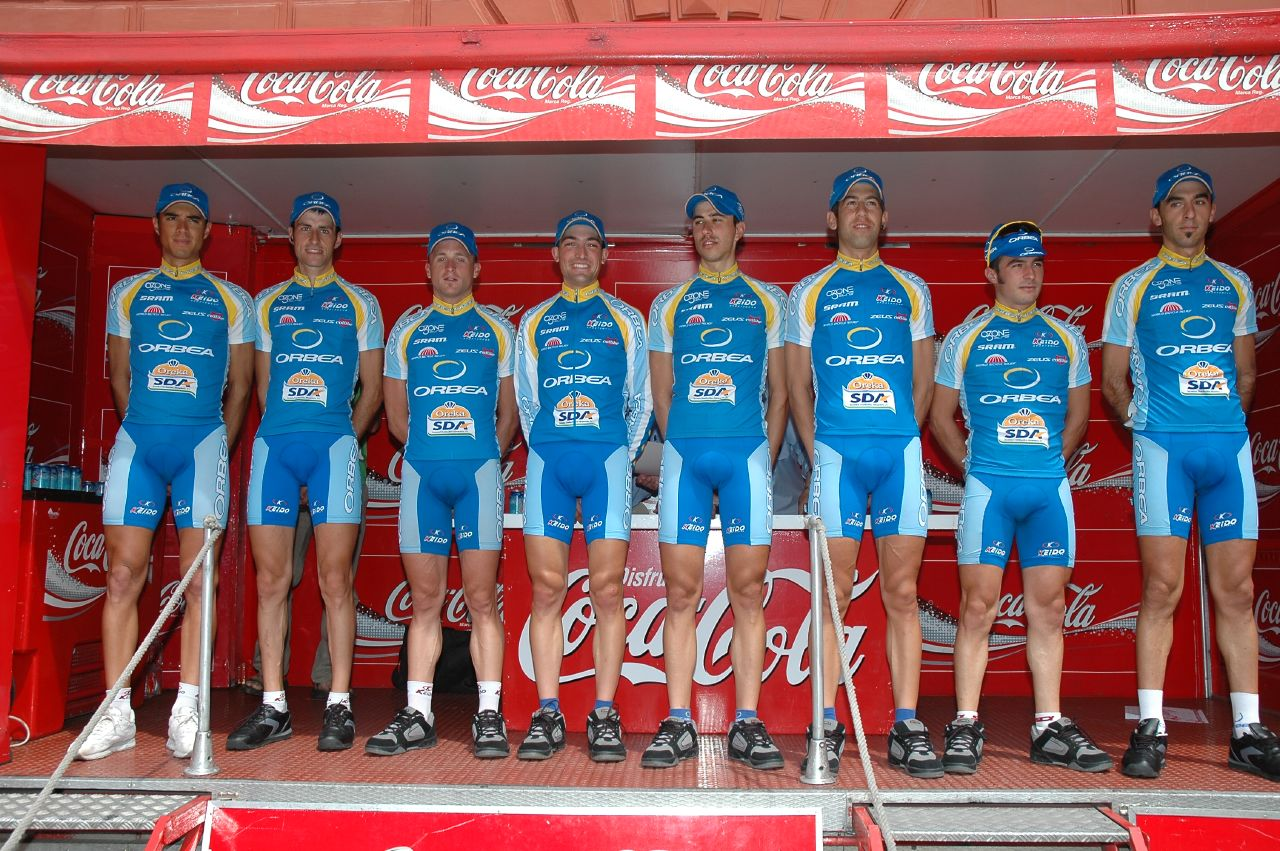
L'equip a la Euskal Bizikleta de 2007

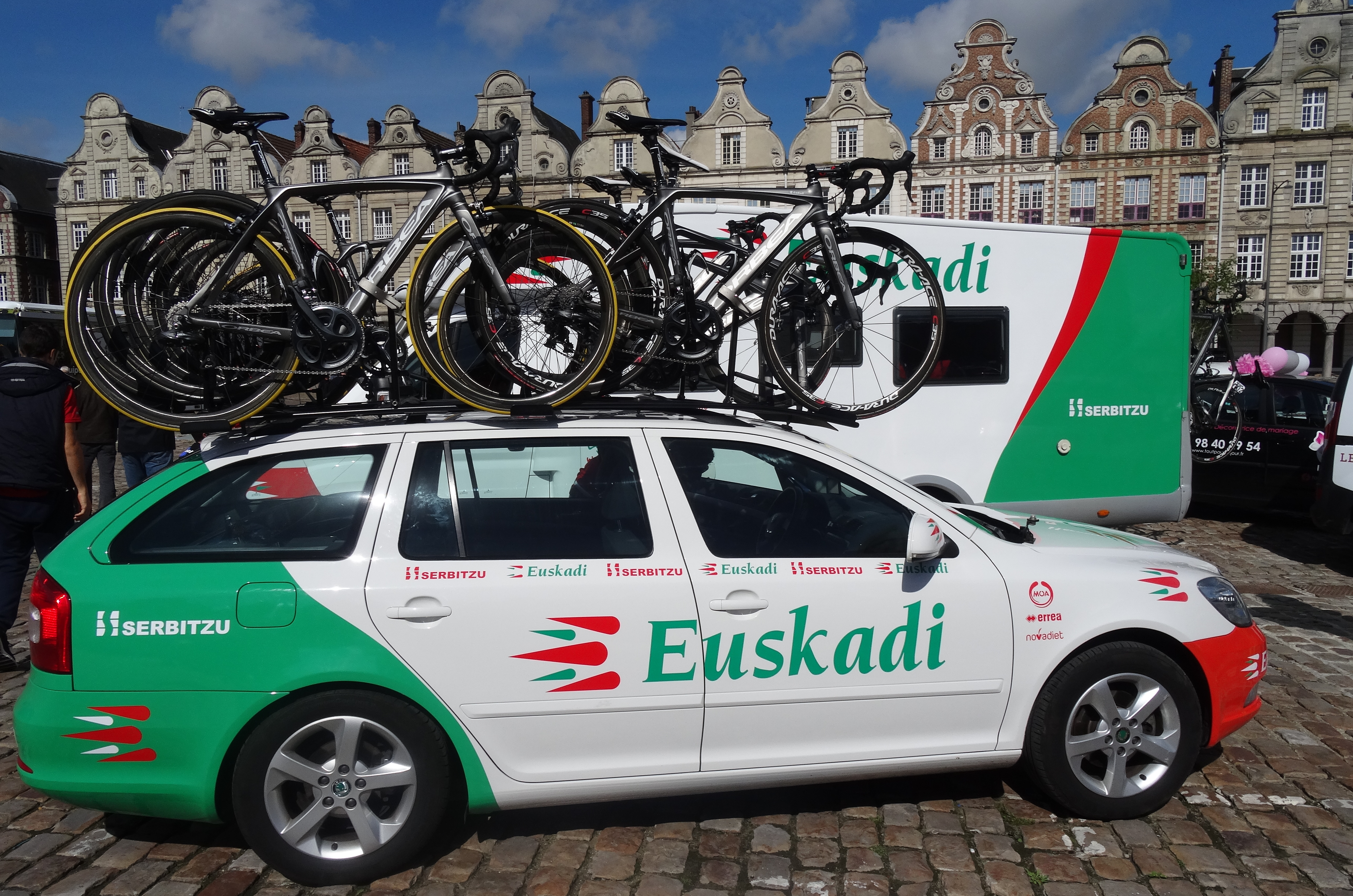
Cotxe s'assistència

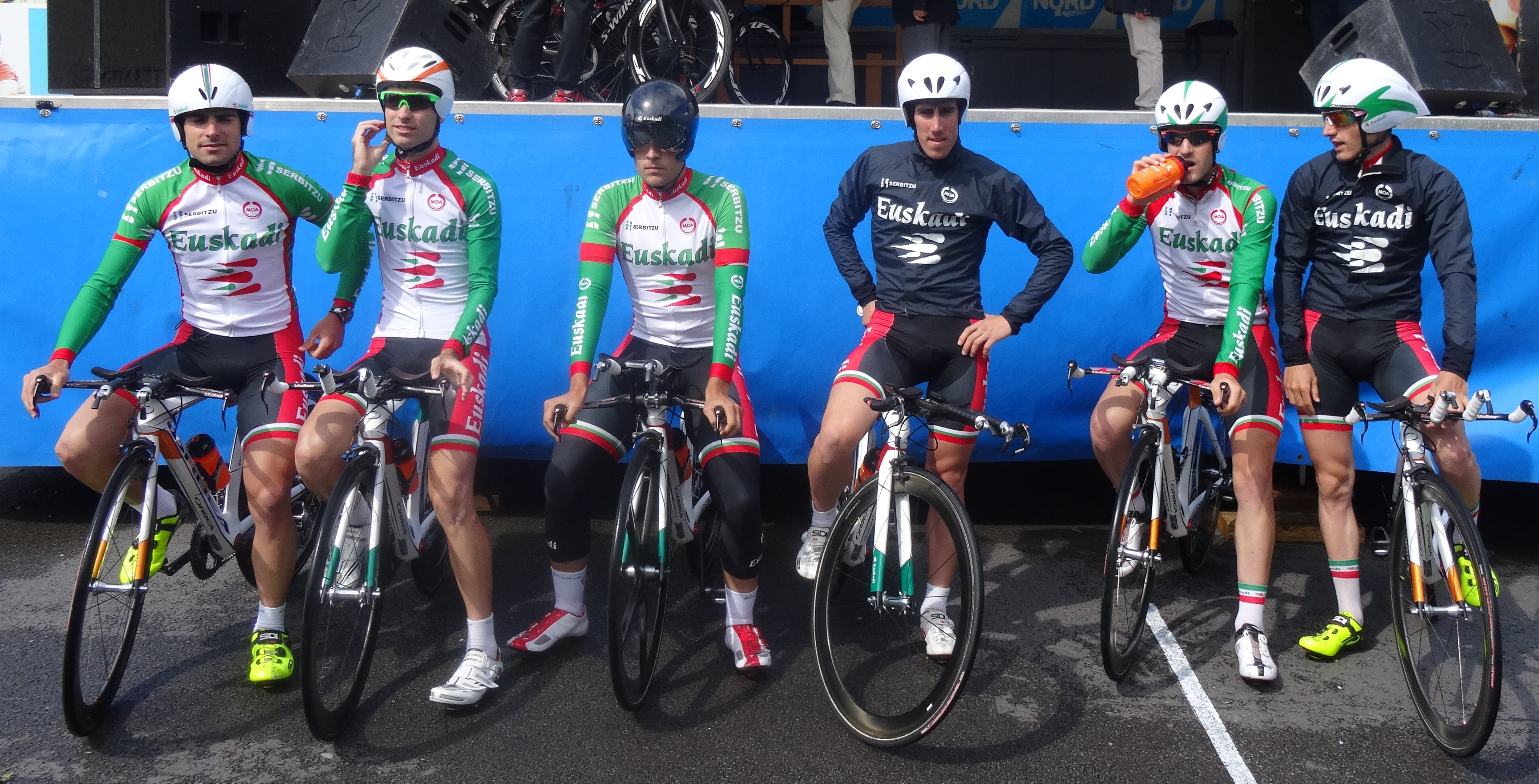
L'equip a la París-Arras Tour de 2014

L'equip Euskadi va ser un equip ciclista basc de categoria continental vinculat a la Fundació Euskadi. Anteriorment va ser conegut amb el nom Orbea.
Va ser creat el 1987 per part de Miguel Madariaga com un equip amateur. Aquests primers anys l'equip va tenir diferents noms, fins que el 2004, Orbea es va convertir en el patrocinador principal. L'any següent, al mateix temps que es creaven els circuits continentals de ciclisme, l'equip va passar al professionalisme, convertint-se en equip continental. Alhora serviria de planter per l'equip Euskaltel-Euskadi, l'equip principal de la Fundació Euskadi. A partir del 2006 l'equip Orbea ja va passar a formar part de la Fundació.
El 2013 amb la desaparició de l'Euskaltel-Euskadi, l'Orbea passava a ser l'equip principal de la Fundació i passava a anomenar-se Euskadi.
El 2014 els problemes econòmics per falta de patrocinadors va fer que s'abandonés el professionalisme i que de cara a la següent temporada l'equip principal de la Fundació fos l'equip amateur que passà a anomenar-se Fundación Euskadi-EDP.

## Principals resultats
- Pujada al Naranco: Romain Sicard (2009)
- Tour de l'Avenir: Romain Sicard (2009)
- Tour de Gironda: Jon Larrinaga (2013)
- Volta a l'Alentejo: Carlos Barbero (2014)
- Circuit de Getxo: Carlos Barbero (2014)

## Classificacions UCI
A partir del 2005, l'equip participa en els Circuits continentals de ciclisme. La taula presenta les classificacions de l'equip al circuit, així com el millor ciclista individual.
UCI Amèrica Tour
| Temporada | Classificació per equips | Millor ciclista en la classificació individual |
| --------- | ------------------------ | ---------------------------------------------- |
| 2006      | 21è                      | Brad Amstrong (184è)                           |

UCI Àsia Tour
| Temporada | Classificació per equips | Millor ciclista en la classificació individual |
| --------- | ------------------------ | ---------------------------------------------- |
| 2013      | 33è                      | Unai Iparragirre (51è)                         |
| 2014      | 49è                      | Jon Aberasturi (102è)                          |

UCI Europa Tour
| Temporada | Classificació per equips | Millor ciclista en la classificació individual |
| --------- | ------------------------ | ---------------------------------------------- |
| 2005      | 73è                      | Jesús del Nero (457è)                          |
| 2006      | 71è                      | Aarón Villegas (437è)                          |
| 2007      | 92è                      | Xabat Otxotorena (440è)                        |
| 2008      | 75è                      | Eladio Sánchez (463è)                          |
| 2009      | 39è                      | Romain Sicard (22è)                            |
| 2010      | 101è                     | Mikel Landa (750è)                             |
| 2011      | 60è                      | Ricardo García Ambroa (252è)                   |
| 2012      | 103è                     | Jon Aberasturi (463è)                          |
| 2013      | 52è                      | Carlos Barbero (201è)                          |
| 2014      | 37è                      | Carlos Barbero (35è)                           |